# Гаджа Саран Дараба
Гаджа Саран Дараба (1945, Гвінея) — гвінейська політична діячка і феміністка. Засновниця Об'єднання жінок Союзу держав річки Мано за мир (REFMAP). Міністр з соціальних питань та сприяння жінкам і дітям, кандидат в президенти.

## Життєпис
Батько був солдатом під командуванням Ахмеда Секо Туре.
Вона вивчала фармакологію в Лейпцигу та Галле. 1970 року повернулася в Гвінею і викладала в коледжі Гаджі Мафорі Бангури, перш ніж була призначена заступницею національного директора з експорту Міністерства зовнішньої торгівлі. 1996 року стала міністром з соціальних питань та сприяння жінкам та дітям.
У 2010 році Гаджа Саран Дараба була єдиною жінкою серед 24 кандидатів на пост президента Гвінеї. Від 2010 до 2017 року була генеральним секретарем REFMAP.